# Кочур (деревня)
Кочур — деревня в Увинском районе Удмуртии, входит в Нылгинское сельское поселение. Население 81 человек (2008 год)

## История
2-я ревизия 1744—1747 г. (хранится в РГАДА 350-2-1140, № записей 124691—124693, Листы 754об, № 80381) прошла в деревне Качир Вомье, Урекейковой сотни Ларкина, учтены «государственные ясашные вотяки» (разряд жителей), мужчин — 3
«Список населённых мест Вятской губернии» 1859—1873 гг. упоминает д. каз. Кочир-Вамья (Кочир) при рч. Кочирке, Сарапульский уезд,
Стан 2, по правую сторону Сарапульско-Малмыжской проселочной дороги, чрез с. Козловское до границы уезда. Дворов
32, жителей 258

## География
Кочур находится у ручья Кочирка.
Географическое положение
Находится в 24 км к юго-востоку от посёлка Ува и в 53 км к западу от Ижевска.

## Население
| 2010 | 2012 |
| ---- | ---- |
| 44   | ↗50  |

Список населённых мест Вятской губернии 1859—1873 гг. приводит данные о населении деревни. Всего жителей 258, Мужчин 115, Женщин 143